# Bătălia de la Blenheim
Bătălia de la Blenheim (menționată în unele țări ca a doua bătălie de la Höchstädt) a fost o bătălie majoră din timpul Războiului spaniol pentru succesiune, care a avut loc pe 13 august 1704 în satul bavarez Blenheim. Combatanții erau englezii, austriecii, ungurii, hanoverienii, prusacii, danezii și hessii împotriva francezilor aliați cu bavarezii. Regele Ludovic al XIV-lea în încercarea de a-l elimina pe împăratul Leopold I, Împărat Roman din conflict, a încercat să cucerească Viena, capitala Sfântului Imperiu Roman a Habsburgilor. Amenințarea asupra Vienei era considerabilă: forțele Electorului de Bavaria și ale mareșalului Ferdinand de Marsin amenințau din vest, în timp ce armata mareșalului Vendôme desfășurată în nordul Italiei, reprezenta un pericol printr-o potențială ofensivă prin pasul Brenner. Viena era amenințată și de insurgența maghiară declanșată de Rákóczi. Realizând gravitatea situației, Ducele de Marlborough pentru a reduce pericolul și a-l ajuta pe împăratul Leopold să rămână în Marea Alianță, a mărșăluit cu forțele sale la sud de Bedburg. O combinație de înșelăciune strategică și administrare genială - concepute pentru a ascunde obiectivele sale inamicului dar și aliaților - i-au permis lui Marlborough să-și atingă scopul. Cu un marș discret de aproximativ 400 de kilometri, a parcurs nestingherit traseul de la Țările de Jos la Dunăre în cinci săptămâni. După ce a luat Donauwörth pe Dunăre, ducele englez a căutat să angajeze în luptă armatele Electorului de Bavaria și ale mareșalului Marsin înainte ca mareșalul Tallard să sosească cu întăriri din Pădurea Neagră. Cu toate acestea, comandanții franco-bavarezi erau reticenți să se angajeze în luptă înainte de a-și asigura superioritatea numerică. Atunci Ducele de Marlborough a adoptat o politică de pământ ars în Bavaria pentru a forța mâna oponenților săi. Tactica lui a eșuat, dar atunci când mareșalul Tallard a sosit pentru a consolida armata franco-bavareză, comandantul imperial Eugen de Savoia a ajuns la rândul său cu întăriri pentru aliați. Cele două armate s-au întâlnit în cele din urmă pe malurile Dunării lângă un mic sat Blindheim.
Blenheim a intrat în istorie ca unul din punctele de cotitură ale războiului de succesiune spaniol, victoria copleșitoare a aliaților punând la adăpost Viena în fața amenințării armatei franco-bavareze și prevenind prăbușirea Marii Alianțe. Întreaga campanie a fost un model de planificare, logistică, tactică și operațiune militară și a schimbat cursul conflictului - Bavaria a fost scoasă din război, iar Ludovic al XIV-lea a pierdut orice speranță într-o victorie timpurie. Armata franceză a pierdut mai mult de 30000 de oameni, printre care și comandantul său Tallard care a fost luat prizonier și dus în Anglia. Înainte de sfârșitul campaniei din 1704, Marea Alianță cucerise Landau pe Rin și orașele Trier și Traben-Trarbach pe râul Mosela, pregătind o eventuală campanie chiar în Franța.

## Efective
Francezii și bavarezii este posibil să fi totalizat 60.000 de oameni (69 de batalioane de infanterie și 128 de escadroane de infanterie), în timp ce rivalii lor doar 56.000 de oameni. Însă, Sullivanm în ,,The Irish Brigades” scria că francezii și bavarezii aveau o armată formată din doar 43.900 de soldați, în timp ce britanicii și aliații lor 60.150.

## Bătălia de la Blenheim în literatură
Robert Southey(1774-1843) a scris un poem numit After Blenheim. Acesta era un poem anti-război, scris și publicat sub forma unei balade în anul 1798.